# Ljusnetjärnen, Härjedalen
Ljusnetjärnen är en sjö i Härjedalens kommun i Härjedalen och ingår i Ljusnans huvudavrinningsområde. Sjön har en area på 0,127 kvadratkilometer och ligger 881 meter över havet.

## Delavrinningsområde
Ljusnetjärnen ingår i det delavrinningsområde (696392-131284) som SMHI kallar för Utloppet av Ljusnetjärnen. Medelhöjden är 934 meter över havet och ytan är 3,62 kvadratkilometer. Det finns inga avrinningsområden uppströms utan avrinningsområdet är högsta punkten. Vattendraget som avvattnar avrinningsområdet har biflödesordning 3, vilket innebär att vattnet flödar genom totalt 3 vattendrag innan det når havet efter 431 kilometer. Avrinningsområdet består mestadels av skog (16 procent), öppen mark (16 procent) och kalfjäll (65 procent). Avrinningsområdet har 0,13 kvadratkilometer vattenytor vilket ger det en sjöprocent på 3,5 procent.